# ディアンドレ・ホプキンス
- デアンドレ・ホプキンス

ディアンドレ・ラショーン・ホプキンス（DeAndre Rashaun Hopkins, 1992年6月6日 - ）は、アメリカ合衆国サウスカロライナ州クレムソン出身のプロアメリカンフットボール選手。NFLのボルチモア・レイブンズに所属している。ポジションはワイドレシーバー。愛称はナック（Nuk）。

## 経歴

### 大学時代
| デアンドレ・ホプキンス | デアンドレ・ホプキンス | デアンドレ・ホプキンス | レシービング | レシービング | レシービング |
| 年                     | チーム                 | GP                     | Rec          | ヤード       | TD           |
| ---------------------- | ---------------------- | ---------------------- | ------------ | ------------ | ------------ |
| 2010                   | クレムゾン             | 12                     | 52           | 637          | 4            |
| 2011                   | クレムゾン             | 14                     | 72           | 978          | 5            |
| 2012                   | クレムゾン             | 13                     | 82           | 1,405        | 18           |
| 大学合計               | 大学合計               | 39                     | 206          | 3,020        | 27           |

出典:

### ドラフト
ホプキンスは有望なドラフト候補であり、NFLコンバインへの招待を受けた。コンバインではほとんど種目を完了したが、3コーンドリルはふくらはぎの怪我により最後までできなかった。彼はチームメイトとともに2013年3月7日に行われたクレムゾンのプロデイに参加し、40ヤードダッシュ、20ヤードダッシュ、10ヤードダッシュ、ポジションごとのドリルを行った。また、個人的にダラス・カウボーイズ、カロライナ・パンサーズ、ニューイングランド・ペイトリオッツ、ロサンゼルス・ラムズを訪問した。 ドラフト直前の時点で1巡目あるいは2巡目に指名されることが予想された。
ヒューストン・テキサンズは、 2013年のNFLドラフトの1巡目（全体で27回目）でホプキンスを指名した。ワイドレシーバーではタボン・オースティン 、全体8位）に次ぐ、2番目の指名だった。
テキサンズにおいて1巡目に指名されたワイドレシーバーは、2003年に指名されたアンドレ・ジョンソンに次いで2人目、過去10年間で1巡目にオフェンスの選手を指名したのもこれが2回目だった。

### ヒューストン・テキサンズ

#### 2013年
2013年7月24日にテキサンズはホプキンスと618万ドルの出来高と392万ドルのサインボーナスを含む4年762万ドルの契約を結んだ。チームはアンドレ・ジョンソンの逆サイドでの活躍を希望し、キャンプを経てレギュラーシーズンのスターターに指名された。
ロサンゼルス・チャージャーズとの開幕戦にでNFLデビューを果たし、5回のパスキャッチで55ヤード獲得し、31-28での勝利に貢献した。最初のパスキャッチは、2Qにマット・ショーブによるノーゲインのパスだった。2013年9月15日のテネシー・タイタンズ戦ではこのシーズン最多となる7回のパスキャッチ、117ヤード獲得、NFL入り後はじめてのタッチダウンレシーブを記録した。また、この試合が初の1試合100ヤード以上獲得した試合となった。2013年10月20日のカンザスシティ・チーフス戦ではケイス・キーナムから3回のパスキャッチと29ヤードのタッチダウンレシーブを記録した。ホプキンスは52回のパスキャッチ、802ヤード獲得、2個のタッチダウンレシーブを記録した。ルーキーシーズンはマット・ショーブによる不安定なパスによって苦しんだが、オールルーキーに選出された。
2019年シーズン終了後、2020年のドラフト2巡目、2021年のドラフト4巡目指名権と引き換えに、2020年のドラフト4巡目指名権とともにアリゾナ・カージナルスへトレードされた。

### アリゾナ・カージナルス
2021年シーズンは膝のケガなどによって7試合を欠場し、ワイルドカードゲームにも出場できなかった。2022年シーズン開始前、NFLの運動能力向上物質規定に違反したとして6試合の無給出場停止処分を受けた。
2023年シーズン開始前にカージナルスからリリースされた。

### テネシー・タイタンズ
2023年7月24日、テネシー・タイタンズとの2年契約にサインした。
2023年シーズンは75回パスキャッチ、1,057ヤード獲得し7つのレシービングタッチダウンをあげた。
2024年シーズンは6試合出場、15回パスキャッチ、173ヤード獲得し1レシービングタッチダウンをあげた。

### カンザスシティ・チーフス
2024年10月24日、カンザスシティ・チーフスに2025年ドラフトの5巡目指名権との交換、チーフスが第59回スーパーボウルに出場し、ホプキンスがチーフスの一員として60%のスナップに参加した場合、4巡目指名権に変更となる条件でトレードされた。

### ボルティモア・レイブンズ
2025年3月、ボルティモア・レイブンズと契約した 。

## 詳細情報

### 年度別成績

#### レギュラーシーズン
| 年度      | チーム    | 背 番 号  | 試合 | 試合 | レシーブ | レシーブ    | レシーブ         | レシーブ    | レシーブ | ラン | ラン        | ラン             | ラン        | ラン | ファンブル    | ファンブル |
| 年度      | チーム    | 背 番 号  | 出場 | 先発 | 回数     | 獲得 ヤード | 平均 獲得 ヤード | 最長 ヤード | TD       | 回数 | 獲得 ヤード | 平均 獲得 ヤード | 最長 ヤード | TD   | ファン ブル数 | ロスト     |
| --------- | --------- | --------- | ---- | ---- | -------- | ----------- | ---------------- | ----------- | -------- | ---- | ----------- | ---------------- | ----------- | ---- | ------------- | ---------- |
| 2013      | HOU       | 10        | 16   | 16   | 52       | 802         | 15.4             | 66          | 2        | 0    | 0           | 0                | 0           | 0    | 1             | 1          |
| 2014      | HOU       | 10        | 16   | 16   | 76       | 1,210       | 15.9             | 76T         | 6        | 0    | 0           | 0                | 0           | 0    | 2             | 1          |
| 2015      | HOU       | 10        | 16   | 16   | 111      | 1,521       | 13.7             | 61T         | 11       | 0    | 0           | 0                | 0           | 0    | 1             | 0          |
| 2016      | HOU       | 10        | 16   | 16   | 78       | 954         | 12.2             | 51          | 4        | 0    | 0           | 0                | 0           | 0    | 0             | 0          |
| 2017      | HOU       | 10        | 15   | 15   | 96       | 1,378       | 14.4             | 72T         | 13       | 0    | 0           | 0                | 0           | 0    | 1             | 1          |
| 2018      | HOU       | 10        | 16   | 16   | 115      | 1,572       | 13.7             | 49T         | 11       | 1    | −7          | −7.0             | −7          | 0    | 2             | 2          |
| 2019      | HOU       | 10        | 15   | 15   | 104      | 1,165       | 11.2             | 43T         | 7        | 2    | 18          | 9.0              | 12          | 0    | 0             | 0          |
| 2020      | ARI       | 10        | 16   | 16   | 115      | 1,407       | 12.2             | 60          | 6        | 1    | 1           | 1.0              | 1           | 0    | 3             | 2          |
| 2021      | ARI       | 10        | 10   | 10   | 42       | 572         | 13.6             | 55          | 8        | 0    | 0           | 0.0              | 0           | 0    | 0             | 0          |
| 2022      | ARI       | 10        | 9    | 9    | 64       | 717         | 11.2             | 33          | 3        | 0    | 0           | 0.0              | 0           | 0    | 2             | 1          |
| 2023      | TEN       | 10        | 17   | 16   | 75       | 1,057       | 14.1             | 61          | 7        | 2    | 9           | 4.5              | 5           | 0    | 0             | 0          |
| NFL：11年 | NFL：11年 | NFL：11年 | 162  | 161  | 928      | 12,355      | 13.3             | 76T         | 78       | 6    | 21          | 3.5              | 12          | 0    | 12            | 8          |

- 2023年度シーズン終了時
- 太字は自身最高記録
- ■は各年度のリーグ最高記録

#### ポストシーズン
| 年度 | チーム | 試合 | 試合 | レシーブ | レシーブ    | レシーブ         | レシーブ    | レシーブ | ラン | ラン        | ラン             | ラン        | ラン | ファンブル    | ファンブル |
| 年度 | チーム | 出場 | 先発 | 回数     | 獲得 ヤード | 平均 獲得 ヤード | 最長 ヤード | TD       | 回数 | 獲得 ヤード | 平均 獲得 ヤード | 最長 ヤード | TD   | ファン ブル数 | ロスト     |
| ---- | ------ | ---- | ---- | -------- | ----------- | ---------------- | ----------- | -------- | ---- | ----------- | ---------------- | ----------- | ---- | ------------- | ---------- |
| 2015 | HOU    | 1    | 1    | 6        | 69          | 11.5             | 17          | 0        | 0    | 0           | 0                | 0           | 0    | 0             | 0          |
| 2016 | HOU    | 2    | 2    | 11       | 132         | 12.0             | 38          | 1        | 0    | 0           | 0                | 0           | 0    | 0             | 0          |
| 2018 | HOU    | 1    | 1    | 5        | 37          | 7.4              | 13          | 0        | 0    | 0           | 0                | 0           | 0    | 0             | 0          |
| 2019 | HOU    | 1    | 1    | 6        | 90          | 15.0             | 41          | 0        | 0    | 0           | 0                | 0           | 0    | 1             | 1          |
| 計   | 計     | 5    | 5    | 28       | 328         | 11.7             | 41          | 1        | 0    | 0           | 0                | 0           | 0    | 1             | 1          |

- 2023年度シーズン終了時